# 168. п. н. е.

## Догађаји
- 22. јун — Римљани под заповедништво Луција Емилија Паула су поразили код Пидне македонског краља Персеја, који се предао након битке и тиме окончао Трећи македонски рат.
- Почео трећи илирско-римска рат